# Síndrome carcinoide
Síndrome carcinoide se refiere al conjunto de signos y síntomas que ocurren secundariamente a un tumor carcinoide. El síndrome incluye rubor, diarrea y, con menor frecuencia, insuficiencia cardiaca y broncoespasmo. Lo causa principalmente la secreción endógena de serotonina y calicreína.

## Presentación clínica

Presentación del síndrome carcinoide.

El síndrome carcinoide ocurre en aproximadamente el 5% de los tumores carcinoides. Se manifiesta cuando sustancias vasoactivas procedentes del tumor entran a la circulación sistémica y escapan al metabolismo hepático. Ese es el caso cuando los tumores carcinoides provocan metástasis hepáticas, o que ocurran, por ejemplo, en bronquios.
El hallazgo clínico más importante es el rubor en la piel, comúnmente en la cabeza y en la mitad superior del tórax. Otros elementos característicos del síndrome son diarrea secretora y cólicos abdominales. Cuando la diarrea es intensa puede propiciar una alteración hidroelectrolítica con deshidratación. Síntomas adicionales son náuseas y vómitos. Broncoespasmos, que pueden ser histamino-inducidos, afectan a una pequeña cantidad de pacientes, a menudo secundados por rubor.
Aproximadamente el 50% de los pacientes padecen anomalías cardíacas, causadas por la serotonina, que induce la fibrosis de las válvulas tricúspide y pulmonar, denominada fibrosis cardiaca. Niveles elevados de serotonina circulante han sido atribuidos a la insuficiencia cardiaca, debido a los depósitos fibrosos en el endocardio. Estos depósitos también parecen ser responsables de la degeneración fibrosa del aparato valvular.
El dolor abdominal puede ser causado por una reacción dermoplástica del mesenterio o por metástasis hepáticas.

## Pronóstico
El pronóstico varía de individuo a individuo. Para una supervivencia de cinco años oscila de 80% para quienes están afectados por metástasis hepáticas a 95% en casos de la enfermedad localizada.[cita requerida] El tiempo de supervivencia media desde la aparición del tratamiento con octreótido incrementó esta cifra hasta 12 años.[cita requerida]

## Sinónimos
- Síndrome de Thorson-Bioerck
- Argentaffinoma syndrome
- Síndrome de Cassidy-Scholte
- Síndrome de Flushing